# 肥胖肺换气不足综合征
肥胖肺换气不足綜合症亦称Pickwickian综合症，包括肥胖（BMI>30 kg/m2)，睡眠时低氧血症和高碳酸血症，这是由睡眠时的肺换气不足（过度的缓慢或者浅呼吸）造成的。常伴有阻塞性睡眠呼吸暂停，但不是一个必须的症状。此综合征可以导致呼吸困难、睡眠品質差、白天疲劳、腿肿和各种其他症状。主要的治疗措施是减肥和保证夜间正常通气（通过持续气道正压等方法）。确切机制未知。

## 症状和体征
多数患有肥胖肺换气不足综合征的病人伴有阻塞性睡眠呼吸暂停，主要的症状有打鼾、短暂的夜间呼吸暂停、夜间惊醒和过度的日间困倦。困倦感可因高碳酸血症（二氧化碳昏迷）而加重。此外，高碳酸血症还以造成视乳头水肿，而导致视觉模糊不清。